# Américo Thomaz

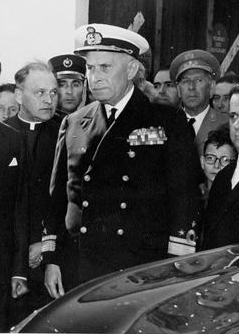
Tomás in 1968

Américo de Deus Rodrigues Tomás [ɐˈmɛɾiku dɨ dewʃ ʁuˈdɾiɣɨʃ tuˈmaʃ], ook gespeld Américo Thomaz (Lissabon, 19 november 1894 - Cascais, 18 september 1987) was een Portugees admiraal en politicus.
In 1944 werd Tomás minister van Marine. Als favoriet van premier Salazar was hij kandidaat voor de presidentsverkiezingen van 1958. Op 8 juni werd Tomás met overgrote meerderheid tot president van Portugal gekozen. Zijn tegenstander, generaal Humberto Delgado (van de verenigde linkse en rechtse oppositie) verkreeg 23% van de stemmen, en dat ondanks zijn grotere populariteit. Het resultaat was dan ook zwaar vervalst. Op 9 augustus 1958 werd admiraal Tomás geïnaugureerd. In het vervolg (1965 en 1972) werd de president niet meer rechtstreeks door het volk verkozen, maar door een kiescollege waarin uitsluitend leden van de regerende União Nacional zetelden.
De conservatief Tomás bleek een gewillig werktuig van premier Salazar. In 1963 en in 1964 bezocht hij de Portugese overzeese provincies in Afrika om daarmee aan de wereld aan te tonen dat Portugal er alles aan zou doen om haar bezittingen te handhaven.
In 1965 werd Tomás herkozen.
In september 1968 was president Tomás genoodzaakt premier Salazar, die enkele beroerten had gehad, te vervangen door Marcello Caetano. De nieuwe premier voerde enkele bescheiden hervormingen door. Caetano moest zijn hervormingen echter onder druk van de legerleiding (w.o. Tomás) afremmen. Toen Caetano in 1972 overwoog zich kandidaat te stellen voor de presidentsverkiezingen, kreeg hij het aan de stok met Tomás en de invloedrijke kring van conservatieve zakenlieden en militairen rondom de laatste. Caetano besloot daarop Tomás te steunen die in juni 1972 werd herkozen. In de jaren daarna koos Caetano definitief de zijde van de conservatieven en staakte hij het hervormingsproces.
Op 25 april 1974 begon de "Anjerrevolutie." Een massale volksopstand maakte een einde aan meer dan 40 jaar dictatuur in Portugal. Op dezelfde dag werden zowel president Tomás als premier Caetano afgezet. Tomás, Caetano en enkele andere ministers werden vervolgens naar het eiland Madeira overgebracht. Later werd het hen toegestaan naar Brazilië te gaan. In 1980 kon Tomás naar Portugal terugkeren. Hij overleed op 92-jarige leeftijd in Cascais.
De pompeuze aanspreektitel, Zijne Excellentie, de heer president van de Portugese republiek en admiraal Américo Rodrigues de Deus Tomás, waarmee Tomás tijdens zijn ambtsperiode werd aangesproken op de Portugese staatstelevisie was reden voor veel volksgrappen.